# Combatientes por la Libertad de Camboya
Los Cambodia Freedom Fighters (CFF; en jemer: Cholana Kangtoap Serei Cheat Kampuchea) es un grupo político-militar anticomunista siendo fundada el 21 de octubre de 1989, por su fundador, Chhun Yasith, en Poipet cerca de la frontera camboyano-tailandesa. Su sede en el extranjero está en Long Beach, California, Estados Unidos. Algunos de sus miembros estuvieron incorporados y registrados en las oficinas de las secretaría del estado de California como organización política en junio , y objetivos "para luchar contra comunistas para proteger los intereses de personas camboyanas." El CFF clama tener 500 miembros en los Estados Unidos y hasta 20,000 seguidores en Camboya.

## Historia y Ataques
La rama militar del CFF emergió en noviembre de 1998, en medio del despertar de la violencia política que seguía a muchos los dirigentes camboyanos influyentes  y que decidieron a huir, y mientras el Partido Popular de Camboya se instaló en el poder. Con el objetivo de derrocar el gobierno, el grupo está dirigido por Chhun Yasith, un camboyano-americano, un miembro anterior del partido opositor Sangkum, que incluye camboyano-americanos establecidos en Tailandia y los Estados Unidos así como soldados anteriores del movimiento Khmeres rojos, miembros de las Fuerzas Armadas Camboyanas y varias facciones políticas conservadoras. En el despertar de la violencia, más de 200 personas, incluyendo Richard Kiri Kim, fueron arrestados por la policía camboyana.
El 19 de septiembre de 2000, un granada fue arrojada por dos hombres en una motocicleta hacia cabina de teléfono. Cuatro personas murieron y nueve heridos en el ataque. A pesar de que no reclamaron el incidente, el gobierno vio a las CFF como sospechosas.
En 24 de noviembre de 2000 dos ataques estuvo registrados ocho personas murieron y al menos catorce herido cuándo tan muchos cuando setenta militantes se rebelaron atacando oficinas estatales y un batallón fuerzas de seguridad en Phnom Penh, Camboya. En el primer se usaron granadas y fusiles  AK-47 suscitándose un tiroteo contra soldados y policía fuera del Ministerio de Defensa y otros edificios de Gabinete, mientras diez hombres lanzaron una agresión en un cuartel militar aproximadamente 15 kilómetros (nueve millas) oeste de la capital, sin registrarse  bajas, solo daños materiales. La policía culpo que los ataques fueron perpetrados por el grupo antigubernamental Cambodian Freedom Fighters.
Después de los ataques, tribunales camboyanos encarcelaron varias docenas de personas sospechosas de haber participado directa e indirectamente en los ataques, siendo ampliamente criticadas estas como arbitrarias. Durante las redadas a miembros del CFF, después del mes de noviembre del 2000, varios grupos de derechos humanos camboyanos y partidos políticos opositores acusaron el Gobierno de arrestos arbitrarios y el encierro de varias figuras de partido legítimas con cargos de ser miembros del CFF. En diciembre de 2000, Human Rights Watch informó que, después de dos semanas después de los ataques de noviembre, cerca de  200 personas habían sido arrestadas en varios estados deCamboya, la mayoría sin una orden de aprehensión (6 Dec 2000). "Muchos de aquellos arrestados o detenidos estaban afiliados con el partido royalista FUNCIPEC y el Partido Sam Rainsy Partido (SRP)". En su informe anual del 2002 en prácticas de derechos humanos en Camboya, HRW declaró que otros 50 sospechosos del CFF los sospechosos habían sido arrestados en septiembre de 2001 en varias provincias y Phnom Pen, y que "los grupos de derechos de derechos humanos se expresan preocupados pore la respuesta del gobierno a los ataques del CFF en noviembre 2000 ataque en Phnom Penh podría ser utilizado como pretexto para intimidar miembros de partido de la oposición, particularmente como la campaña de elección de la comuna empezó para conseguir la reelección". En junio de 2001, el Tribunal Criminal Camboyano entregó abajo su veredicto en los atentados del 24 de noviembre de 2000, An Mao, Nou Saron, y tres camboyano-americanos (Richard Kirin Kim, Thong Samien, y Chhun Yasith) estuvieron sentenciados a cadena perpetua por conspirar para cometer terrorismo. Chhun Yasith Y Thong Samien estuvo in absentia.
Un año más tarde el 1 de noviembre de 2001 una serie de explosiones ocurrieron cuando cuatro dispositivos explosivos improvisados qué detonados cerca la oficina del gobernador, otro cercano la casa de un gobernador de diputado y otro más cerca en la prisión provincial en Pursat,provincia de Pursat, Camboya. Nadie fue herido y solamente hubo daños materiales menores a raíz de las explosiones. Las autoridades sospechan la implicación de CFF.
Veinticuatro otros hombres y una mujer estuvieron encontrados culpables de varios cargos y la prisión dada denomina variar de tres a 20 años. Entre ellos eran dos prominentes comandantes Khmeres Rojos, Seng Narin y Tumlap Mil, quién cada cual recibió 15 años en prisión.

## Política
Los miembros del CFF mencionaro que no participaron en el proceso de elección en Camboya porque  declaran Primer ministro Hun Sen perteneció a los Khmeres rojos, acusándolo siendo un gobierno de ultraizquierda y toda las elecciones en Camboya son una simulación. El grupo se propuse remover del cargo al gobierno de Hun Sen, esto de manera militar porque creen él y su régimen son culpables de corrupción en el proceso de elección en colaboración con la Vietnam comunista que coloco a Hun Sen en el poder en 1989.
En 2008 Chhun Yasith, presunto fundador del grupo fue juzgado y condenado en los Estados Unidos, en relación con el autor intelectual del intento de golpe de 2000. Se desconoce la fuerza exacta de CFF, pero los totales probablemente nunca hayan superado los 500 combatientes armados. CFF opera en el noreste de Camboya cerca de la frontera con Tailandia. Su liderazgo con sede en EE. UU. Recauda fondos de la comunidad camboyano-estadounidense.

## Financiación
Los miembros del CFF recogen fondos operativos a través de activos solicitados de donaciones de la comunidad camboyano-americanos en los Estados Unidos y refugiados camboyanos en Europa.